# Halkalı

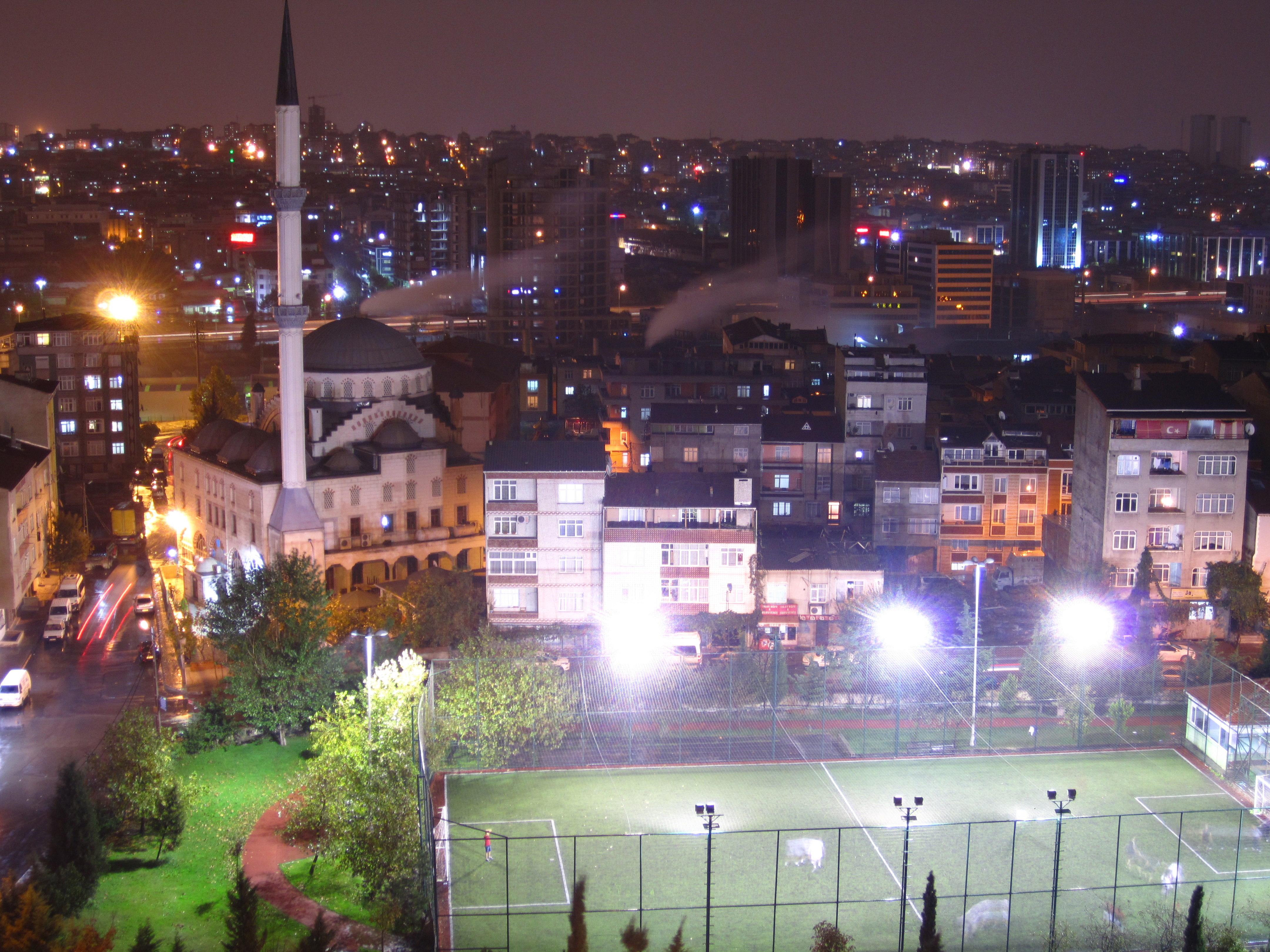
Bağlar Beyazıt-Moschee, Halkalı

Halkalı ist ein Stadtteil (Mahalle) von Küçükçekmece in den Außenbezirken von Istanbul.

## Geografie
Halkalı liegt am westlichen Rand der Metropolregion und besteht aus den Ortsteilen Halkalı (Zentrum), İstasyon und Atakent. Das Zentrum weist eine eher zersiedelte Struktur auf. Atakent dagegen hat eine regelmäßige Struktur, weil es überwiegend von TOKİ (einem staatlichen Träger für sozialen Wohnungsbau) entwickelt wurde.
2014 hatte Halkalı 74.000 Einwohner.

## Wirtschaft
Das Zollamt von Halkalı war das wichtigste für die Abfertigung von Lastwagen nach Europa. Die Funktion wurde in das neue Zollamt nach Çatalca verlagert.

## Verkehr
Der Bahnhof Halkalı (türkisch: Halkalı garı) befindet sich neben dem Küçükçekmece-See und an der Bahnstrecke İstanbul Sirkeci–Swilengrad, die hier 1872 in Betrieb ging. Die Entfernung zum Bahnhof Istanbul Sirkeci beträgt 28 km. Der Bahnhof Halkalı war Endpunkt der S-Bahn von İstanbul Sirkeci. Hier befindet sich ein großes Bahnbetriebswerk, das ursprünglich die S-Bahn-Züge betreute. Es versorgt nun die Züge der Marmaray. Den Bahnhof bedienen weiter Regionalzüge nach Edirne, Uzunköprü, Çerkezköy und die internationalen Züge nach Bukarest, Belgrad und Sofia.
Halkalı war auch der Güterbahnhof für Züge nach Europa und ein wichtiger Containerterminal. Durch die Bauarbeiten zum Anschluss der Marmaray und der Sanierung der Strecke in Richtung Edirne war es längere Zeit nicht nutzbar.
Die Bedeutung des Bahnhofs hat zuletzt wieder zugenommen. Hier wurde die Marmaray-Strecke angeschlossen. Seit dem 12. März 2019 beginnen und enden hier die S-Bahnen nach und von Tersane auf der asiatischen Seite Istanbuls. Auch enden hier die Schnellzugverbindungen von Ankara und Konya.
Am 28. Februar 2019 unterzeichneten die Europäische Union und die Türkei einen Vertrag, für den Bau der Schnellfahrstrecke Halkalı–Kapıkule. Dazu gibt die Europäische Union 275 Mio. Euro zu den geschätzten Gesamtkosten des Projekts von 1 Mrd. Euro. Die Strecke soll zweigleisig und auf eine Höchstgeschwindigkeit von 200 km/h ausgelegt werden. Nach Aufnahme des Hochgeschwindigkeitsverkehrs auch im europäischen Teil der Türkei wird Halkalı voraussichtlich ein Halt auf der europäischen Seite Istanbuls werden.